# Ахметово (Чекмагушевский район)
Ахме́тово (баш. Әхмәт) — село в Чекмагушевском районе Республики Башкортостан Российской Федерации. Входит в состав Тайняшевского сельсовета.

## География

### Географическое положение
Расстояние до:
- районного центра (Чекмагуш): 30 км,
- центра сельсовета (Тайняшево): 7 км,
- ближайшей ж/д станции (Буздяк): 89 км.

## Население
| 2002 | 2009 | 2010 |
| ---- | ---- | ---- |
| 332  | ↗341 | ↘326 |

Национальный состав
Согласно переписи 2002 года, преобладающие национальности — татары (66 %), башкиры (34 %).